# Miara zespolona
Miara zespolona – szczególny przypadek przeliczalnie addytywnej miary wektorowej. Przeliczalnie addytywna funkcja zbiorów, określona na pewnym σ-ciele o wartościach w zbiorze liczb zespolonych. Dla miar zespolonych, podobnie jak dla miar wektorowych, definiuje się pojęcie wahania i półwahania miary zespolonej. Wszystkie twierdzenia prawdziwe dla miar wektorowych przeliczalnie addytywnych (o wartościach w przestrzeni Banacha – gdy to założenie jest potrzebne) są prawdziwe, w szczególności, dla miar zespolonych.

## Definicja
Jeśli {\displaystyle {\mathcal {F}}} jest σ-ciałem podzbiorów zbioru {\displaystyle M,} to funkcję {\displaystyle \nu \colon {\mathcal {F}}\to \mathbb {C} ,} spełniającą warunek
{\displaystyle \nu (\bigcup _{n=1}^{\infty }A_{n})=\sum _{n=1}^{\infty }\nu (A_{n})}
dla każdego ciągu {\displaystyle (A_{n})_{n\in \mathbb {N} }} zbiorów parami rozłącznych z σ-ciała {\displaystyle {\mathcal {F}},} nazywamy miarą zespoloną.

## Postać biegunowa
Jeżeli {\displaystyle \nu \colon {\mathcal {F}}\to \mathbb {C} } jest miarą zespoloną, określoną na σ-ciele podzbiorów zbioru {\displaystyle M,} to istnieje wówczas funkcja mierzalna {\displaystyle h} taka, że {\displaystyle |h(x)|=1} dla {\displaystyle x\in M} oraz {\displaystyle d\nu =hd|\nu |,} gdzie {\displaystyle |\nu |} oznacza wahanie miary zespolonej {\displaystyle \nu .}
Poprzez analogię do przedstawienia liczby zespolonej w postaci iloczynu jej modułu przez liczbę o module równym {\displaystyle 1,} równanie to jest czasem nazywane postacią biegunową (lub rozkładem biegunowym) miary {\displaystyle \nu .}